# Theobroma angustifolium
Theobroma angustifolium är en malvaväxtart som beskrevs av José Mariano Mociño, Amp; Sesse och Dc.. Theobroma angustifolium ingår i släktet Theobroma och familjen malvaväxter. Inga underarter finns listade i Catalogue of Life.